# Antonio Bravo Nieto
Antonio Bravo Nieto (Melilla, 18 de mayo de 1961) es un historiador español y cronista oficial de la ciudad autónoma española de Melilla.

## Trayectoria
Doctor en Historia del Arte desde 1995, ha centrado su ámbito de estudio sobre el patrimonio y la arquitectura en el norte de África, en concreto sobre la ciudad, sus arquitecturas y fortificaciones, desde los siglos XVI a XX. En relación con estos temas y áreas de interés, ha formado parte de varios proyectos de investigación tanto nacionales como internacionales, y realizado numerosas publicaciones.
En el campo de la docencia, alterna su trabajo como profesor de bachillerato y profesor tutor  de la UNED, habiendo formado parte anteriormente del departamento de Historia del Arte de la Universidad de Málaga y profesor visitante de la Escuela Nacional de Arquitectura de Tetuán.
En los últimos años, ha sido nombrado miembro de ICOMOS y expert member de ICOFORT, colaborando con estas instituciones centradas en la defensa y la promoción del patrimonio.
Ha editado libros y publicaciones sobre la historia, la arquitectura y las fortificaciones de Melilla y su entorno como La construcción de una ciudad europea en el contexto norteafricano (1996), Cartografía histórica de Melilla (1996), Modernismo y Art Déco en la Arquitectura de Melilla (2008) y Fortificación y neomedievalismo en los fuertes exteriores de Melilla (2011).
Sobre la arquitectura del norte de Marruecos, cuenta con varios trabajos: Arquitectura y urbanismo español en el norte de Marruecos (2000), Arquitecturas art déco en el Mediterráneo (2008), Patrimonio Militar en el Rif oriental (2009), Claudio Verdugo, un arquitecto de origen español en Marruecos (2018) y la ciudad marroquí de Nador en la primera mitad del siglo XX, arquitectura e historia urbana (2022).
Otra línea de investigación se centra sobre el patrimonio argelino de origen español, contando trabajos como Reformas en la capilla mayor de la iglesia de la Victoria de Orán (Argelia): el patronazgo del ingeniero militar Juan Martín Zermeño (2020), El sistema de puertas de la fortaleza de Mazalquivir Argelia, durante el reinado de Felipe II (2020) o La puerta de España de Orán. Poder y símbolo en la frontera norteafricana (2021).
Sobre sus trabajos ha recibido varios premios de investigación y un diploma internacional Europa Nostra por la restauración del patrimonio fortificado de Melilla.  Es miembro del Instituto de Estudios Ceutíes y de la Asociación de Estudios Melillenses, académico correspondiente de la Real de Bellas Artes de San Fernando (2000), de la Real de la Historia (2001), de la Real de Bellas Artes de San Telmo (2002) y numerario de la Academia Andaluza de la Historia desde 2013. En el año 2004 fue nombrado Cronista Oficial de la ciudad Autónoma de Melilla.